# Polyphagidae
Los polifágidos (Polyphagidae) son una familia de insectos del orden Blattodea (cucarachas y termitas). Contiene muchas cucarachas domésticas comunes.

## Géneros
Contiene los géneros que se relacionan:
- Anacompsa – Anisogamia – Arenivaga – Attaphila – Atticola – Austropolyphaga – Biolleya – Buboblatta – Bucolion – Compsodes – Ctenoneura – Eremoblatta – Ergaula – Eucorydia – Eupolyphaga – Euthyrrhapha – Hemelytroblatta – Heterogamia – Heterogamisca – Heterogamodes – Holocompsa – Homeogamia – Homopteroidea – Hypercompsa – Ipisoma – Ipolatta – Latindia – Leiopteroblatta – Melestora – Mononychoblatta – Myrmeblattina – Myrmecoblatta – Nymphrytria – Paralatindia – Pholadoblatta – Phorticolea – Polyphaga – Polyphagina – Polyphagoides – Psammoblatta – Simblerastes – Sphecophila – Stenoblatta – Therea – Tivia – Zetha – †Paraeuthyrrhapha